# Florian Ungler

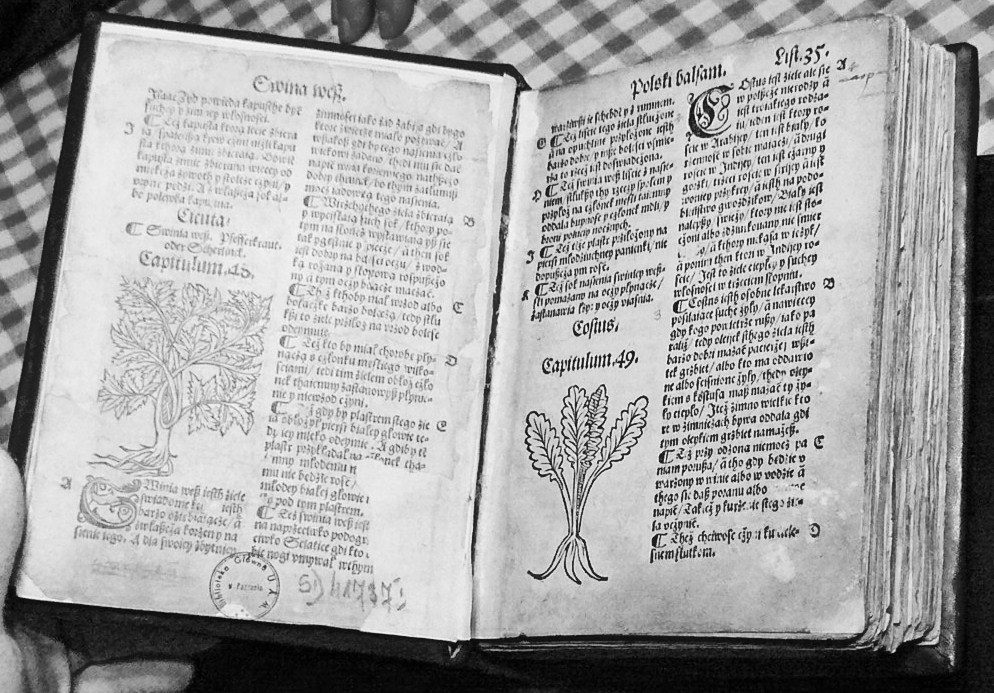
O ziołach i mocy ich ze zbiorów Biblioteki UAM wydana w drukarni Unglera

Florian Ungler (zm. w 1536 w Krakowie) – drukarz książek pochodzący z Bawarii.
Działalność drukarską rozpoczął w Krakowie, gdzie 25 lipca 1510 r. założył pierwszą w Polsce drukarnię drukującą książki w całości w języku polskim. W latach 1513–1514 pracował w spółce z W. Lernem, po rozwiązaniu jej znów pracował sam. Wydawał m.in. nakłady Hallera i Marka Szarfenbergera. Trudności finansowe i silna pozycja Hallera w Krakowie zmusiły Unglera do likwidacji drukarni w 1516 r. i przejścia z materiałem typograficznym do oficyny Hallerowskiej, gdzie do lipca 1520 r. pełnił funkcję kierownika technicznego. Po rozwiązaniu umowy z Hallerem, od 1521 r. ponownie prowadził samodzielnie drukarnie. Pożar 24 kwietnia 1528 r. zniszczył drukarnię, ale rok później wznowiła ona pracę. Wypadek jednak wpłynął na jej działalność, jak również problemy finansowe właściciela. Ungler utrzymywał kontakty z innymi drukarzami krakowskimi: Hieronimem Wietorem i Maciejem Scharffenbergiem.
Zasób typograficzny Unglera był bardzo bogaty i niejednolity. Obie drukarnie posiadały łącznie kilkadziesiąt kompletów pism, serii inicjałów i ponad tysiąc drzeworytów o różnej wartości artystycznej, wykonanych głównie w Krakowie. Ungler używał kilku sygnów drukarskich, przedstawiających św. Floriana. Druki jego odznaczały się nierównym poziomem artystycznym, na ogół dość przeciętnym. Nowatorstwo Unglera polegało na wprowadzeniu po raz pierwszy w Polsce antykwy, polskiej szwabachy, fraktury, czcionki hebrajskiej. W 1527 r. zastosował czcionkę lekko kursywą, która uważana jest za pierwszą próbę stworzenia czcionki polskiej. Około 1531 r. wprowadził fraktal tekstu, używał też czcionek hebrajskich i greckich.
Z pierwszej drukarni Unglera wyszło 80 tytułów dzieł. Pierwszy znany jego druk ” Almanach” S. Aurifabera ukazał się na przełomie 1510/1511 r. W 1512 r. wyszło dzieło pt. Introductio in Ptholomei Cosmographiam z mapą Ameryki autorstwa Jana ze Stobnicy. Rok później ukazał się jego nakładem Raj duszny (Hortulus animae) w tłumaczeniu Biernata z Lublina, druga drukowana książka w języku polskim. Około 1514 r. wydał Ortographia seu modus recte scribendi et legendi polonicum idioma, traktat o ortografii polskiej Stanisława Zaborowskiego. Z drugiej drukarni wyszło 166 pozycji m.in. bogato ilustrowany zielnik Stefana Falimirza O ziołach i o mocy ich w 1534 r., pierwsze drukowane mapy Polski i zachodniej części Litwy autorstwa Bernarda Wapowskiego (1526) i Żywot Pana Jezu Krysta Baltazara Opeca (1522).
Przez cały czas swojej działalności drukarskiej Ungler borykał się z problemami finansowymi. Po jego śmierci w 1536 r. oficynę poprowadziła żona, Helena. Gdy zmarła w 1551 r., urządzenia i materiał typograficzny oficyny dostały się drogą sprzedaży w ręce rodziny Szarffenbergów.